# Entanoneura albertisii
Entanoneura albertisii är en insektsart som beskrevs av Navás 1929. Entanoneura albertisii ingår i släktet Entanoneura och familjen fångsländor. Inga underarter finns listade i Catalogue of Life.